# 離島
離島（りとう）は、本土・本島から離れている島である。法律や行政等において用いられる区分であり、地理学上は、島に関して本島・離島といった区分け・分類はない。そのため、本土や本島に「付属する島」と言う表現も、法律や行政上の区分である。
領海や排他的経済水域（EEZ）の広く確保する基点になったり、外国の領土や船舶・航空機を監視、警戒する拠点になったりする。また、離島に自国民が居住することは実効支配の証となるほか、他国による領土侵奪の抑止に繋がる。人間の居住又は独自の経済的生活を維持することのできることは、その離島について排他的経済水域や大陸棚を確保するための要件でもある。このため政府が費用を支援して離島への移住を促したり、軍隊や沿岸警備隊を駐留させたりする例もある。
地球上で他の陸地から最も遠い離島は、南大西洋にあるノルウェー領ブーベ島（南極大陸まで約1600km）である。

## 日本における離島

### 定義

#### その他
面積順では、日本の島の上位10島は、本州、北海道、九州、四国、択捉島、国後島、沖縄本島、佐渡島、奄美大島、対馬である。
内水面の離島については、有名なものに大根島、沖島、竹生島、うの島、鳥取県の青島、嫁ヶ島などがあるが、一般的な（即ち外海の）「離島」の文脈においては、「島」とされることはほとんどなく、湖や河川の内部にある離れ小島や中州も、単に湖や河川の一部を構成するものと扱われ、あるいは大規模であれば単に陸地として扱われるのが通常である。
人工島の扱いについては、ほとんどが人工的に造成され（多くは湾内などに建設される）、架橋（トンネルを含む）される埋立地がほとんどであり、前記の島の数からも外れる。ただし、例えば長崎県の端島は人工島ではあるが、元は外海に面する自然島であり、「島」に合致する。

#### 法律での定義
離島航路整備法第2条第1項は、北海道・本州・四国・九州の4島を「本土」とし、「本土に附属する島」を「離島」とする。同法に基づく助成対象を定める離島航路補助金交付要綱では、後述する離島振興法により指定された離島振興対策実施地域又はこれらに準ずる地域（沖縄県・奄美群島・小笠原諸島）に係る航路が対象とされている。
離島振興法では、「本土」及び「離島」という語が用いられているものの、その定義は書かれていない。同法は、別途特別措置法が制定されている沖縄県・奄美群島・小笠原諸島以外の離島振興対策を目的としており、おおよそ常時陸上交通が確保されていない有人島を振興対策の実施地域として指定している。ただし、一部の有人島が離島振興対策実施地域に指定されていない一方で、架橋等され陸上交通が至便な淡路島の一部が離島振興対策実施地域に指定されていた。
有人国境離島法では、外海に接する離島（領海基線を有する離島）のうち現に日本国民が居住するものの地域を有人国境離島地域と定め、そのうち特に指定する離島地域を特定有人国境離島地域と定め、船舶・航空運賃の補助、生活物資や事業物資の費用負担補助、雇用機会拡充、漁業経営支援などの財政措置を講ずる。8都道県の計71島が特定有人国境離島地域に指定されている。
なお、沖縄県は沖縄振興特別措置法、奄美群島は奄美群島振興開発特別措置法、小笠原諸島は小笠原諸島振興開発特別措置法で振興対象地域となっており、これらの地域に属する島嶼は、制度上、離島航路整備法における離島航路の指定、離島振興法に基づく離島振興対策実施地域の指定、および有人離島保全特別措置法に基づく特定有人国境離島地域の指定対象外となっている（大隅諸島、トカラ列島は同3法の対象である）。

#### 国土交通省による区分
国土交通省は、北海道・本州・四国・九州および沖縄本島を除く島を「離島」としている。
この区分による場合、面積順では、佐渡島の面積854.49km2が「離島」では最大で、「本土」とされる沖縄本島の面積1207.87km2の約71%である。また、人口順では、面積第11位の淡路島が13万9967人と「離島」では最大で、これは沖縄本島の人口122万4726人の約11.5%である。

#### 民間運輸上の区分
民間企業、とりわけ、運送会社や通信販売会社などの場合、業務上営業上の必要性から、「本土」・「離島」の区分を設けることがあり、その分類・定義は法律や国土交通省と異なる場合がある。
例えば、沖縄本島と島外の間の運送に離島料金を設定しているケース、佐渡島と島外間に本土並み料金を設定しているケース、淡路島・天草上島・下島など本土から陸路で通える理由で「本土」と同じ料金を設定しているケースも見られる。
「本土」・「離島」の分類は、企業ごとに異なり、民間企業で統一された基準はない。

### 日本の一次離島・二次離島
本土との間を直接結ぶ公共の交通手段（航路・航空路）がある島を一次離島（いちじりとう）、ない島を二次離島（にじりとう）ということがある。
この用語は法的に定義されたものではないが、長崎県では公的文書に使用している例がある。
二次離島は近隣の一次離島への交通手段があるが本土と結ぶ交通手段がないため、二次離島と本土との間を往来する場合は一次離島を経由する必要がある。
なお、「本土」と橋・トンネル等で接続され常時陸上交通が確保されている離島については、上記文脈での「一次離島」「二次離島」には通常は含まれない。

#### 二次離島の例（有人島のみ）
- 青ヶ島（東京都青ヶ島村） - 八丈島との間にしか航路・空路（ヘリコプター）がない。
- 母島（東京都小笠原村） - 父島との間にしか航路がない。
- 沖之島（香川県小豆郡土庄町） - 小豆島との間にしか航路がない。
- 小豊島（香川県小豆郡土庄町） - 小豆島および豊島との間にしか航路がない。
- 原島、長島、大島（長崎県壱岐市） - 長島と大島の間は架橋により結ばれているが、島外への交通手段はこれら3島と壱岐島との間にしか航路がない。
- 五島列島（長崎県） - 宇久島、小値賀島、奈留島、および福江島のいずれかとの間にしか航路がない島がいくつかある。
  - 寺島（長崎県佐世保市） - 宇久島および小値賀島との間にしか航路がない。
  - 六島、野崎島、納島、大島（長崎県北松浦郡小値賀町） - 小値賀島との間にしか航路がない。
  - 前島（長崎県五島市） - 奈留島との間にしか航路がない。
  - 久賀島、椛島、赤島、黄島、嵯峨島（長崎県五島市） - 福江島との間にしか航路がない。
  - 蕨小島（長崎県五島市） - 久賀島、奈留島および福江島との間にしか航路がない。ただし、この航路は定期便ではなく、チャーター船である。
- 口永良部島（鹿児島県熊毛郡屋久島町） - 屋久島および種子島との間にしか航路がない。
- 加計呂麻島、請島、与路島（鹿児島県大島郡瀬戸内町） - 奄美大島との間にしか航路がない。
- 大神島（沖縄県宮古島市）、多良間島（沖縄県宮古郡多良間村） - 宮古島との間にしか航路・空路がない。
- 竹富島、小浜島、黒島、新城島、西表島、鳩間島、波照間島（沖縄県八重山郡竹富町） - 石垣島との間にしか航路がない。

#### 二次離島との間にしか交通手段がない有人島・集落
- 水納島（沖縄県宮古郡多良間村） - 二次離島である多良間島との間にしか航路がない。ただし、この航路も定期便ではなく、チャーター船である。
- 西表島 船浮集落（沖縄県八重山郡竹富町） - 二次離島の西表島内の他の集落とは道路が通じておらず、航路しかない文字通りの陸の孤島である。船浮海運の定期船が集落内の船浮港と西表島・白浜地区にある白浜港を結んでいるが、この他には船浮集落への公共の交通手段は存在しない。本土（沖縄本島）から船浮集落に行くには三度海を渡る必要がある。
- 由布島（沖縄県八重山郡竹富町） - 二次離島である西表島からの交通手段しかない。観光用の水牛車で渡るか、干潮時には徒歩で渡ることもできる。
- 嘉弥真島（沖縄県八重山郡竹富町） - 二次離島である小浜島との間にしか航路がない。ただし、この航路も定期便ではなく、チャーター船である。2021年度に二次離島化を目指し港湾整備中。

### 本州・北海道・九州・四国を除く日本の主な島
本州・北海道・九州・四国を除く面積上位16位（本州・北海道・九州・四国を含めると上位20位）までの島。面積は『平成30年全国都道府県市区町村別面積調』 付4 島面積20傑による。
| 島            | 都道府県 | 面積         | 人口         | 北海道・本州・四国・九州との陸路 |
| ------------- | -------- | ------------ | ------------ | -------------------------------- |
| 四国 （参考） |          | 18297.38 km2 | 387万5597人  | ○（本州）                        |
| 択捉島        | 北海道   | 03166.64 km2 | 000万 6485人 | ×                                |
| 国後島        | 北海道   | 01489.27 km2 | 000万8000人  | ×                                |
| 沖縄島        | 沖縄県   | 01206.99 km2 | 122万4726人  | ×                                |
| 佐渡島        | 新潟県   | 00854.79 km2 | 005万8047人  | ×                                |
| 奄美大島      | 鹿児島県 | 00712.36 km2 | 006万2532人  | ×                                |
| 対馬          | 長崎県   | 00695.74 km2 | 003万1615人  | ×                                |
| 淡路島        | 兵庫県   | 00592.51 km2 | 013万6596人  | ○（本州・四国）                  |
| 天草下島      | 熊本県   | 00574.98 km2 | 008万7191人  | ○（九州）                        |
| 屋久島        | 鹿児島県 | 00504.29 km2 | 001万3054人  | ×                                |
| 種子島        | 鹿児島県 | 00444.30 km2 | 003万0298人  | ×                                |
| 福江島        | 長崎県   | 00326.34 km2 | 003万6979人  | ×                                |
| 西表島        | 沖縄県   | 00289.62 km2 | 000万2219人  | ×                                |
| 徳之島        | 鹿児島県 | 00247.85 km2 | 002万4282人  | ×                                |
| 色丹島        | 北海道   | 00247.65 km2 | 000万2820人  | ×                                |
| 島後          | 島根県   | 00241.53 km2 | 001万4590人  | ×                                |
| 天草上島      | 熊本県   | 00225.95 km2 | 003万4412人  | ○（九州）                        |

### 生活・経済とその支援
地続きである本土や本島と比べ、海によって隔絶された小離島は、歴史的、社会経済、文化的にも異なった状況下におかれる事が多い。それは航海技術や航空、あるいはトンネルや架橋などの交通が未発達であった昔になるほど顕著である。また近代までは遠島や流罪の対象となることも多かった。小離島などでは自立した商品経済が発達せず、本土との物々交換に依存する事もままあった。
現代において離島の後進性をあげるとすれば､道路や水道､医療設備の不備をはじめ､耕地面積の僅少｡さらに離島の漁村は零細が多くほとんどが動力船をもち合わさない｡このように離島によっては生活での不便さがある場合もある。また、輸送コストなどの理由により、価格や送料が高くなる商品もある。離島の生活や経済活動を扶助して無人化を防ぐため、日本政府は離島振興法など各種の法律を制定・施行している。
全国各地にある離島を振興するための調査や情報提供、イベント開催などを行う団体としては、公益財団法人「日本離島センター」がある。また離島を所管する都道県や市町村など地方自治体による施策もある。例えば東京都は、1700km以上離れた沖ノ鳥島までを含む伊豆・小笠原諸島（東京都島嶼部）を支援している。

## 欧州における離島

### 欧州島嶼地域
ヨーロッパでは大陸周辺にたくさんの島嶼があるほか、欧州連合 (EU) 加盟国の中にはインド洋、カリブ海、大西洋等の島嶼を領有する国もある。
EUの島嶼地域は3つに区分される。
1. 地理的に欧州に含まれEU加盟国が領有しているがEU諸政策の適用が免除されている地域（チャネル諸島やフェロー諸島など独自の憲法や通貨を有する地域）及び地理的には欧州外にあるが同等の地位を得ている地域（ニューカレドニア、仏領ポリネシア、アルバ島、キュラソー島など）[25]
2. 地中海の島嶼地域で完全にEUの共通政策の適用を受ける地域（サルディーニャ島、シチリア島、コルシカ島など）[25]
3. 1と2の中間で、EUの共通政策の適用を受けるよう完全に統合されることが望ましいが、超辺境性と定義される挾小性、拡散性、遠隔性のため、共通政策の適用について特別の支援を受けたり選択権が認められている地域（カナリア諸島、マデイラ島、アゾレス諸島、オーランド諸島など）[25]

### 島嶼地域に対する政策史
欧州共同体 (EC) 発足時には島嶼を有する国はフランスとイタリアだけであったため島嶼に関する政策はほとんど存在しなかった。イギリスとデンマークの加盟時に島嶼の特殊性が論じられるようになったが、これらの島嶼地域では住民投票が行われて共通諸政策の適用を受けないことになった（前記1の地域）。1981年にはギリシャが加盟したがドデカネス諸島にごくわずかの例外的措置が認められたに過ぎなかった。
しかし、1986年、スペインとポルトガルの加盟時に同国の島嶼地域には自治権が認められておらず、フランスの海外県も本土の県と変わらない地位にあり、これらの地域を完全に離脱させると例外地域が無限に広がり欧州統合の支障になると考えられた。そのため、POSEIが創設され段階的・選択的にEC法を適用するプログラムが設けられた。

### 離島特別選択プログラム
POSEI（離島特別選択プログラム）はフランス政府が発案した制度でフランスの海外県（DOM）、スペイン領のカナリア諸島、ポルトガル領のマデイラ島とアゾレス諸島に適用されている。
- POSEIDOM（1989年、フランス海外県に対する離島特別選択プログラム）[25]
- POSEICan（1991年、カナリア諸島に対する離島特別選択プログラム）[25]
- POSEIMA（1991年、マデイラ島およびアゾレス諸島に対する離島特別選択プログラム）[25]